# District de Tét
Le district de Tét (en hongrois : Téti járás) est un des 9 districts du comitat de Győr-Moson-Sopron en Hongrie. Créé en 2013, il compte 14 543 habitants et rassemble 14 localités dont une seule ville, Tét, son chef-lieu.
Cette entité existait déjà auparavant, jusqu'à la réforme territoriale de 1983. Elle faisait d'abord partie de l'ancien comitat de Győr jusqu'en 1923 et s'appelait "District de Sokoróaljai" (Sokoróaljai járás) jusqu'en 1950.

## Localités
- Árpás
- Csikvánd
- Felpéc
- Gyarmat
- Gyömöre
- Győrszemere
- Kisbabot
- Mérges
- Mórichida
- Rábacsécsény
- Rábaszentmihály
- Rábaszentmiklós
- Szerecseny
- Tét